# Achelia transfuga
Achelia transfuga is een zeespin uit de familie Ammotheidae. De soort behoort tot het geslacht Achelia. Achelia transfuga werd in 1954 voor het eerst wetenschappelijk beschreven door Stock. 